# Jamielnica
Jamielnica (ukr. Ямельниця) – wieś na Ukrainie, w rejonie skolskim obwodu lwowskiego. Wieś liczy 454 mieszkańców.
W II Rzeczypospolitej do 1934 samodzielna gmina jednostkowa, następnie należała do zbiorowej wiejskiej gminy Podhorodce. Początkowo w powiecie skolskim, a od 1932 w powiecie stryjskim w woj. stanisławowskiem. Po wojnie wieś weszła w struktury administracyjne Związku Radzieckiego.
Wieś leży w dolinie potoku Jamielniczka (Jamelnyczka), lewobrzeżnego dopływu rzeki Stryj. Z trzech stron dolinę otaczają niewysokie wzniesienia z najwyższymi szczytami: Kyczerka (744 m n.p.m.), Kowbura (773 m n.p.m.), Stowba (763 m n.p.m.), Zbierzynów (822 m n.p.m.), Pessi (729 m n.p.m.). Zabudowania wsi leżą na wysokości 450–570 m n.p.m. Skupione są w pięciu osiedlach:
- Nyżnij Kineć - najniżej położone w dolinie Jamielniczki;
- Rowiń - część centralna z siedzibami rady wiejskiej i Towarzystwa Języka Ukraińskiego "Proświta", szkołą, sklepem, cerkwią i cmentarzem;
- Byczkowa - w północno-zachodniej części doliny;
- Piddił - w północno-wschodniej części doliny, w dolince potoku spod tzw. Równej Góry;
- Maćchowa - na południe od Piddiłu, w dolince potoku spływającego spod Stowby i Kowbury.